# Giancarlo Zizola
Giancarlo Zizola (* 13. April 1936 in Valdobbiadene, Provinz Treviso; † 14. September 2011 in München) war ein italienischer Journalist und Publizist.
Giancarlo Zizola engagierte sich während seines Studiums bereits für die Katholische Aktion. 1961 wurde er für den L’Osservatore Romano tätig. Er berichtete über das Zweite Vatikanische Konzil und war für Zeitungen wie das Mailänder Tagesblatt Il Giorno, für die Wochenzeitschrift Panorama, das Wirtschafts-Tagesblatt Il Sole 24 Ore und die bedeutendste italienische Tageszeitung La Repubblica tätig.
Zizola veröffentlichte über dreißig Bücher. Er galt als ausgewiesener Kenner des Vatikans.
Er starb an den Folgen eines Herzinfarktes bei einem interreligiösen Treffen der Gemeinschaft Sant’Egidio in München.

## Schriften
- L'utopia di papa Giovanni, Assisi 1973
- Der sanfte Rebell. Johannes XXIII. Sein Wirken, Pustet Friedrich KG, Regensburg 1982, ISBN 978-3-7917-0571-2
- Il microfono di Dio. Pio XII, padre Lombardi e i cattolici italiani, Mondadori, Milano 1990, ISBN 978-88-04-31306-9
- Der Nachfolger, Patmos-Verlag 1997, ISBN 978-3-491-72369-6
- Bendetto XVI. Un successore al crocevia, Sperling & Kupfer 2005, ISBN 978-88-200-3988-2
- Fedi e poteri nella società globale, Cittadella 2007, ISBN 978-88-308-0873-7
- Santità e potere. Dal Concilio a Benedetto XVI: il Vaticano visto dall'interno, Sperling & Kupfer 2009, ISBN 978-88-200-4688-0